# Федде, Фридрих
Фридрих Карл Георг Федде (нем. Friedrich Karl Georg Fedde или нем. Friedrich Fedde, 30 июня 1873 — 14 марта 1942) — немецкий ботаник польского происхождения.

## Биография
Фридрих Карл Георг Федде родился в городе Вроцлав 30 июня 1873 года.
Федде был профессором в Берлине.
В 1909 году была опубликована его работа Papaveraceae-Hypecoideae et Papaveraceae-Papaveroideae mit 532 Einzelbild. in 43 Fig. von Friedrich Fedde.
Он внёс значительный вклад в ботанику, описав множество видов семенных растений.
Фридрих Карл Георг Федде умер в Далеме 14 марта 1942 года.

## Научная деятельность
Фридрих Карл Георг Федде специализировался на семенных растениях.

## Публикации
- Friedrich Fedde. Papaveraceae-Hypecoideae et Papaveraceae-Papaveroideae mit 532 Einzelbild. in 43 Fig. von Friedrich Fedde. Leipzig W. Engelmann 1909[2].
- Friedrich Fedde; Arthur Schlockow. Novorum generum, specierum, varietatum formarumque Siphonogamarum index: mit Nachtragen aus den fruheren Jahren. Berlin: Borntraeger, 1905—1910[4].
- Friedrich Fedde; Kurt Schuster. Novorum generum, specierum, varietatum, formarumque nominum Siphonogamarum Index: anni 1911. Berlin, 1911[5].
- Friedrich Fedde; Kurt Schuster. Novorum generum, specierum, varietatum, formarumque nominum Siphonogamarum Index: anni 1910. Berlin, 1910[6].
- Friedrich Fedde; Kurt Schuster Novorum generum, specierum, varietatum, formarumque Siphonogamarum Index: anni 1909. Berlin, 1909[7].

## Почести
Род растений Feddea Urb. был назван в его честь.